# شمعدان جداري

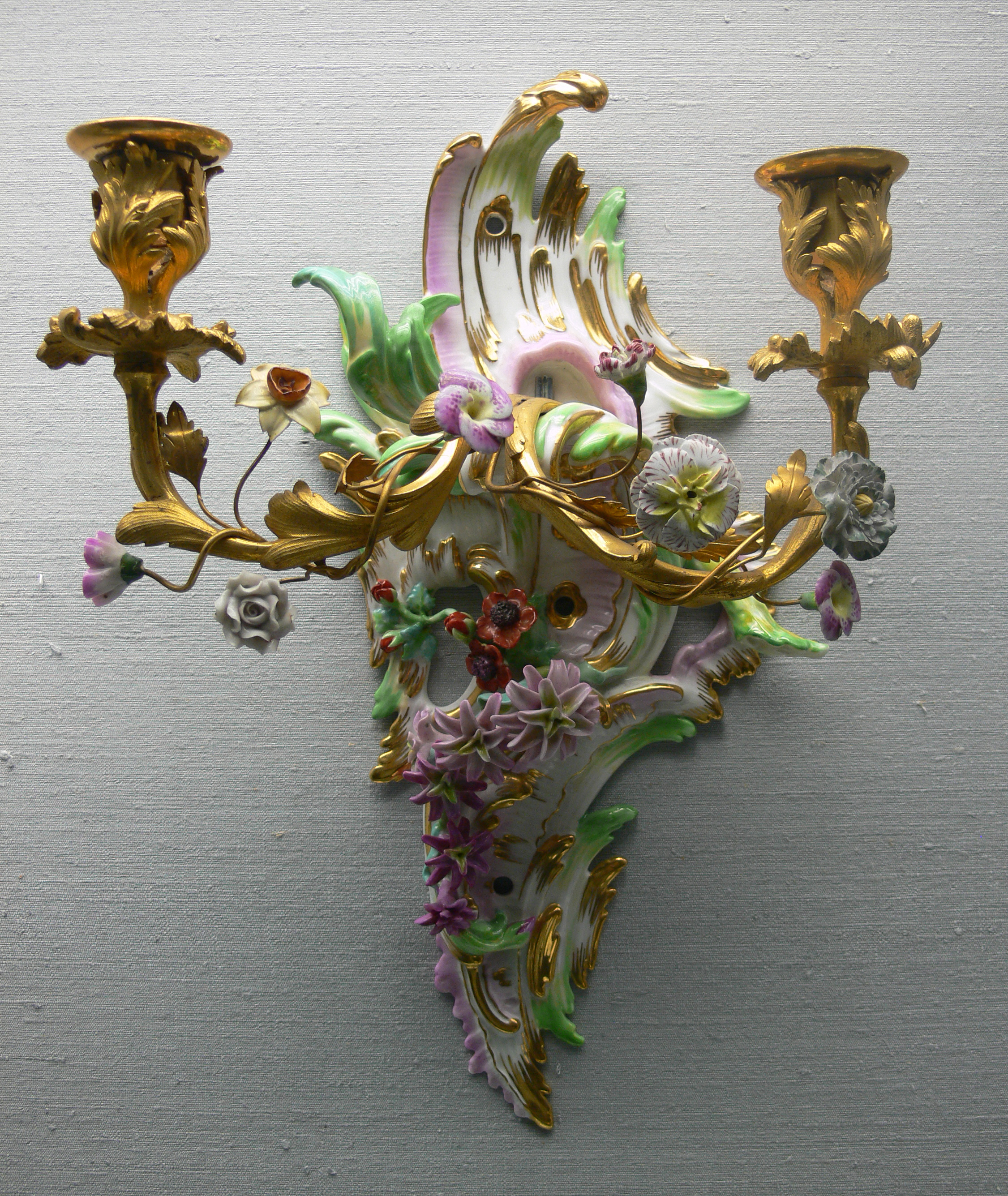
شمعدان جداري، 1770.

الشمعدان الجداريّ أو المصباح الجداريّ هو شمعدان أو مصباح مثبت على الجدار.